# 片岡十二集
片岡十二集（かたおか じゅうにしゅう）は、十一代目片岡仁左衛門が撰じた松嶋屋のお家芸。
十一代目の実兄である十代目片岡仁左衛門が初演した和気清麿を除いて何れも十一代目が得意とした演目が選ばれており、松嶋屋の家の芸と言うよりも十一代目の当り役という側面が強いが、この内馬切りに関しては十ニ代目仁左衛門と十三代目仁左衛門が仁左衛門襲名時にそれぞれ演じている他、石田局に関しては演目内容を取り入れる形で六代目片岡愛之助が新作演目「GOEMON 石川五右衛門」の一部として上演した事がある。

演目一覧
- 馬切り（うまきり）
- 石田局（いしだの つぼね）
- 赤垣源蔵（あかがき げんぞう）
- 菅公（かんこう）
- 清玄庵室（せいげん あんじつ）
- 吃又（どもまた）
- 大蔵卿（おおくらきょう）
- 鰻谷（うなぎだに）
- 大文字屋（だいもんじや）
- 堀川（ほりかわ）
- 木村長門守血判状（きむら ながとのかみ けっぱんじょう）
- 和気清麿（わけの きよまろ）